# Ikenoue Sunicsi
Ikenoue Sunicsi (Gunma, 1967. február 16. –) japán válogatott labdarúgó.

## Nemzeti válogatott
A japán válogatott tagjaként részt vett az 1988-as Ázsia-kupán.